# Gina McCarthy
Regina McCarthy dite Gina McCarthy, née le 3 mai 1954 à Boston (Massachusetts), est une scientifique et personnalité politique américaine, membre du Parti démocrate et administratrice de l'Environmental Protection Agency du 18 juillet 2013 au 20 janvier 2017.
Le 17 décembre 2020, le président américain Joe Biden nomme Gina McCarthy au poste de conseillère nationale pour le climat, afin de le conseiller sur la stratégie à adopter concernant le changement climatique.